# Bedornte Höhlenschrecke
Die Bedornte Höhlenschrecke (auch Krauss’s Höhlenschrecke oder wie andere verwandte Arten einfach Höhlenschrecke genannt), wissenschaftlicher Name Troglophilus neglectus, ist eine Art der Langfühlerschrecken (Ensifera) innerhalb der Heuschrecken. Die Art kommt fast ausschließlich in Höhlen, selten in anderen höhlenähnlichen Lebensräumen vor, sie ist also höhlenliebend (mit dem Fachausdruck troglophil). Die Art lebt in Südosteuropa, mit nördlicher Verbreitungsgrenze in Österreich und vereinzelten, wohl auf Verschleppung beruhenden Vorposten in der Schweiz, Tschechien und in Deutschland.

## Merkmale
Wie alle Arten der Gattung ist die Bedornte Höhlenschrecke eine in beiden Geschlechtern völlig flügellose (aptere) Langfühlerschrecke mit sehr langen Beinen, die Vorderschienen ohne Tympanalorgan. Die Art erreicht (nach verschiedenen Literaturangaben) eine Körperlänge von 15 bis 25 Millimeter bzw. 13,5 bis 20 Millimeter im männlichen und 16 bis 25 bzw. 14 bis 24 Millimeter im weiblichen Geschlecht, sie gehört damit innerhalb der Verwandtschaft zu den mittelgroßen bis großen Arten. Die Färbung ist hellbraun, gelblich- oder rötlichbraun bis dunkler braun, in der Regel dunkelbraun gefleckt oder marmoriert, gelegentlich grün gefleckt oder gesprenkelt, oft etwas kontrastreicher gefärbt als die verwandte und oft in denselben Regionen (sympatrisch) vorkommende Troglophilus cavicola. An den Beinen sind die „Knie“ (das Gelenk zwischen Femur und Tibia) aller Beinpaare unbedornt. Daran sind alle Arten der Gattung von der in Mitteleuropa zerstreut verbreiteten Gewächshausschrecke Diestrammena asynamora aus derselben Familie unterscheidbar, außerdem sind die Hinterschienen der Höhlenschrecke unten längsgefurcht mit zwei Reihen kleiner Dornen, nicht stielrund und unbedornt., die Schenkel sind hingegen oben und seitlich unbedornt, auf der Unterseite mit wenigen kleinen Dornen. Das erste Glied der Hintertarsen ist dorsoventral (von oben nach unten) anders als bei vielen anderen Arten der Gattung nicht merklich erweitert.
Die Art ist nach der Körpergestalt und der Färbung nicht sicher von verwandten Arten unterscheidbar, mit denen sie teilweise, auch in derselben Höhle, zusammen vorkommen kann. Zur sicheren Bestimmung sind die Begattungsorgane an der Spitze des Hinterleibs zu untersuchen. Die Gestalt des Tergits des zehnten Hinterleibssegments ist für die Art sehr charakteristisch, dieses ist beim Männchen schmal, in der Mitte durch einen tiefen Einschnitt in zwei dreieckige Endloben gespalten, beim Weibchen mit zwei markanten, spitz dreieckigen Vorsprüngen, die in der Mitte durch einen halbkreisförmigen Einschnitt getrennt sind. Der Ovipositor des Weibchens ist relativ kurz und breit (mit Länge zwischen acht und 11 Millimeter), er ist fast gerade, zum Ende hin an der Oberkante etwas aufwärts gebogen, am Ende in eine scharfe Spitze ausgezogen, er ist im körpernahen Drittel am breitesten. Beim Männchen sind die Titillatoren (das sind bewegliche Anhänge seitlich des Aedeagus) kurz und etwa dreieckig, am Ende schwach erweitert mit stumpfer Spitze.

## Lebensraum und Lebensweise
Die Art lebt, wie schon im deutschen wie im wissenschaftlichen Gattungsnamen angegeben, weit überwiegend in Höhlen. Sie kommt außerdem in vom Menschen geschaffenen unterirdischen Höhlungen wie Stollen und Schächten vor, dann auch außerhalb der Kalksteingebiete. In den Alpen fehlt sie in Höhlen größerer Höhe, etwa in den zahlreichen Höhlen oberhalb der Waldgrenze, sie ist weitgehend auf Regionen mit Laubmischwäldern begrenzt. Die oberirdisch aktiven Tiere der Art sind streng nachtaktiv, teilweise verlassen sie nachts die Höhlen. Rein oberirdische Vorkommen sind, wenn sie existieren, die absolute Ausnahme. Im „Steinernen Meer“, Villacher Alpe in Kärnten, wurde die Art einmal (im Dezember) in einer Blockhalde kilometerweit entfernt von der nächsten Höhle gefunden.
Zur Biologie und Ökologie der Art ist wenig bekannt. Sie ist, soweit bekannt omnivor, sie ernährt sich je nach Angebot von pflanzlichem Material oder erbeutet räuberisch kleine Arthropoden. Es wird vermutet, dass die Tiere nachts regelmäßig im Freien außerhalb der Höhlen nach Nahrung suchen. Nur im Winter suchen sie die tiefer gelegenen Höhlenabschnitte auf. Sie hat einen zweijährigen Lebenszyklus. Angegeben werden sieben oder acht Larvenstadien und eine Gesamt-Lebensdauer von zwei bis zweieinhalb Jahren. Die Nymphen schlüpfen im Mai aus den Eiern und wachsen bis zum Herbst. Sie überwintern von November bis Mai, in dieser Zeit sind sie meist inaktiv und auf eingelagerte Reservestoffe angewiesen. Die überwinterten Nymphen wachsen bis zum Juli zu Imagines heran. Diese sterben zum Herbst des Folgejahres (Oktober). In einigen Teilen des Verbreitungsgebiets wurden regional nur Nymphen und Weibchen gefunden, während Männchen fehlen, die Art vermehrt sich hier also parthenogenetisch.
Imaginale Männchen reagieren aggressiv, wenn sie auf andere Männchen, als potenzielle Rivalen treffen. Dabei signalisieren die Tiere ihren Status durch das Freisetzen eines Pheromons aus zwei Drüsen am Hinterleib. Wurden die Männchen experimentell daran gehindert, kam es zu längeren und heftigeren Kämpfen untereinander.

## Verbreitung
Die Bedornte Höhlenschrecke hat (zusammen mit Troglophilus cavicola) das größte Verbreitungsgebiet einer Art dieser Gattung. Sie hat ihr Verbreitungszentrum im Nordwesten der Balkanhalbinsel. Hier ist sie nachgewiesen in zwei durch eine breite Nachweislücke voneinander getrennten (disjunkten) Teilgebieten. Das südliche reicht vom Norden Nordmazedoniens durch Süd- und Ost-Serbien mit wenigen Nachweise im äußersten Westen von Bulgarien. Das nördliche reicht von der Nordwestspitze von Bosnien und Herzegowina über Kroatien und Slowenien bis in den Süden von Österreich und den Nordosten von Italien. In Italien wurde die Bedornte Höhlenschrecke in Höhlen der südlichen Voralpen, mit absoluter Westgrenze in den Provinzen Lecco und Como, gefunden.
Das geschlossene Verbreitungsgebiet der Art in Österreich reicht etwa bis zum Drautal in Kärnten, sie ist damit tendenziell eher südlicher verbreitet als die ähnliche Troglophilus cavicola, deren Verbreitungsgebiet im Norden beinahe bis zur Donau reicht. Es gibt nach Norden hin zahlreiche inselartige Vorposten, bei denen aber in vielen Fällen unklar ist, ob es sich um natürlich entstandene Vorkommen handelt. So ist die Art in den Höhlen des Tanneben (Murtal, Steiermark) seit den 1960er Jahren nachgewiesen. 2010 tauchte die Art in einer Höhle der Osterhorngruppe, nördliche Voralpen, im Bundesland Salzburg auf.
Die wenigen Vorkommen der Art nördlich und westlich des abgegebenen Gebiets gehen höchstwahrscheinlich alle auf Verschleppung, oder sogar auf bewusste künstliche Ansiedlung der Art zurück, was aber im Einzelfall nie sicher nachzuweisen ist. Nach genetischen Daten sind die getesteten deutschen und tschechischen Vorkommen zu solchen aus Slowenien genetisch identisch, was eine natürliche Ausbreitung bis dorthin sehr unwahrscheinlich macht und eine Herkunft der Tiere aus dieser Region, möglicherweise mit militärischen Transporten im Zusammenhang mit dem Zweiten Weltkrieg, nahelegt. Schwer zu deuten ist eine Angabe der Art für die Insel Malta, bestimmt durch den renommierten Heuschrecken-Experten Kurt Harz. In der Schweiz tauchte die Art erstmals 2013 in Wartau (Alpenrhein-Tal), Kanton St. Gallen auf. Fundort sind in den Kalkstein gehauene Galerien, die im Zweiten Weltkrieg für Militärzwecke gebaut worden sind. Später wurde die Art bei genauer Nachsuche auch in Felsspalten der Umgebung gefunden. Der erste deutsche Nachweis stammt aus dem Winter 1992/1993 aus dem Elbsandsteingebirge in Sachsen. Auch hier handelt es sich um ein künstlich in den Felsen gesprengtes militärisches Bunkersystem als Fundort. Später wurden weitere Populationen, alle aus entsprechenden Stollen, in der Region entdeckt. Das am weitesten nach Norden vorgeschobene Vorkommen stammt aus dem Mayener Grubenfeld, einem teilweise unterirdischen ehemaligen Basalt-Abbaugebiet in der Vulkaneifel, Rheinland-Pfalz.
Aufgrund des großen Verbreitungsgebiets der Art stuft die Rote Liste gefährdeter Arten der IUCN sie in der Kategorie „least concern“ (ungefährdet) ein.

## Phylogenie, Taxonomie, Systematik
Die Art wurde von dem Arzt und Entomologen Hermann Krauss, damals Assistent am Naturhistorischen Hofmuseum in Wien, in seinem Werk Die Orthopteren-Fauna Istriens von 1879 wissenschaftlich erstbeschrieben. Der Artname „neglectus“ (latein.: vernachlässigt) geht vermutlich darauf zurück, dass die, damals schon bekannten, Funde der Art bis dahin mit der schon 1833 (als Locusta cavicola) beschriebenen Troglophilus cavicola verwechselt worden waren. Krauss hatte in derselben Arbeit auch die Gattung Troglophilus selbst neu beschrieben, in der die Art seitdem unangefochten verblieb. Innerhalb der Gattung wird sie mit der ebenfalls auf dem Westbalkan verbreiteten Troglophilus ovuliformis Karny, 1907 in eine Untergattung Paratroglophilus gestellt. Diese sehr ähnliche Art ist nicht anhand der sonst zur Bestimmung geeigneten Form des zehnten Hinterleibstergits unterscheidbar. Nach genetischen Daten bilden diese beiden Arten mit der südost-italienischen Troglophilus andreinii eine Klade.
Zwei durch den tschechischen Entomologen Josef Mařan 1958 beschriebene Unterarten werden heute nicht mehr anerkannt. Die früher unterschiedene Unterart Troglophilus neglectus serbicus wurde 2011 mit Troglophilus brevicauda Chopard, 1934 synonymisiert. Troglophilus neglectus vlasinensis wird nicht mehr von der typischen Troglophilus neglectus unterschieden und mit dieser synonymisiert.